# Arthur Lehning

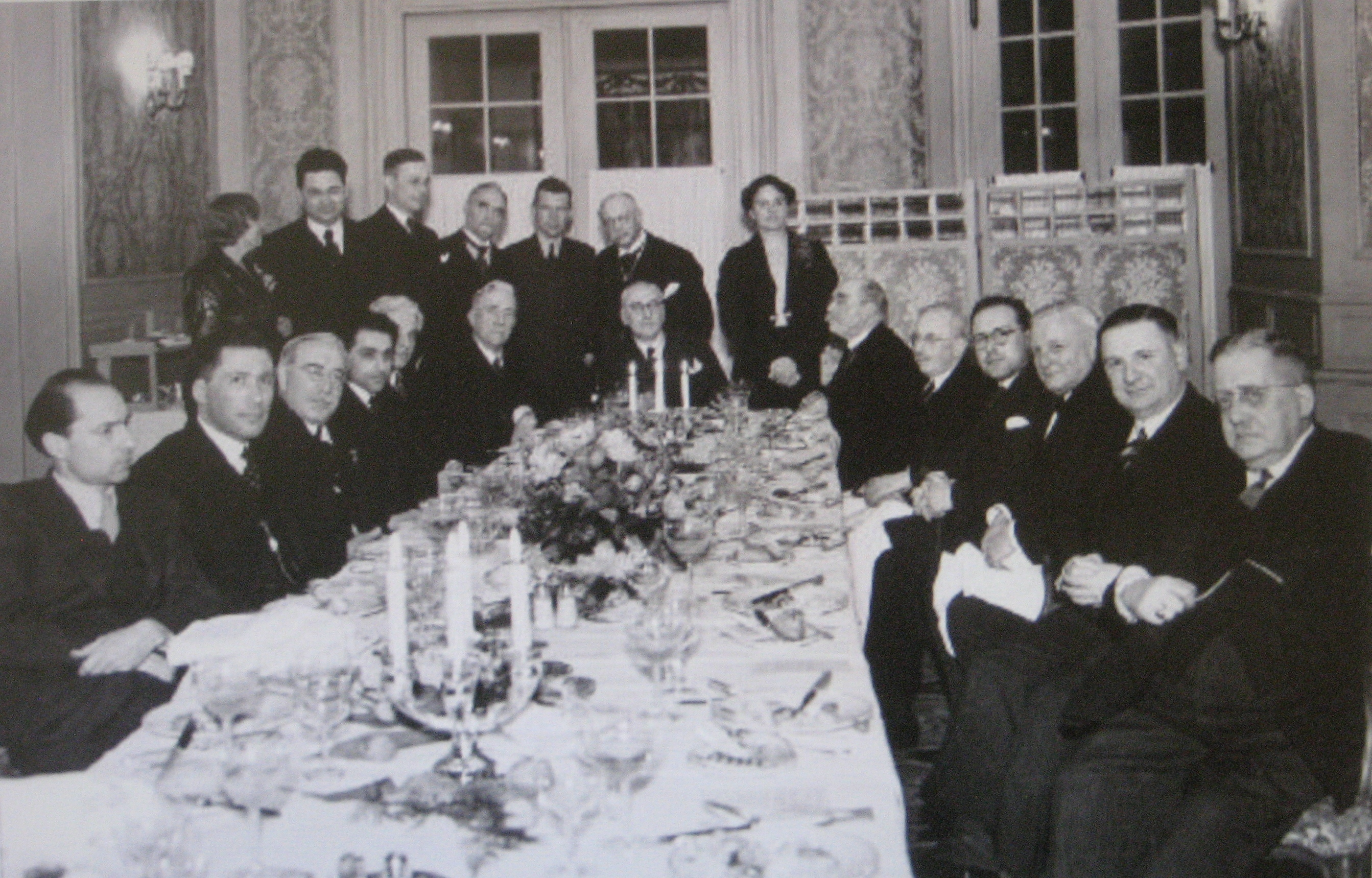
Arthur Lehning (à gauche), 1937

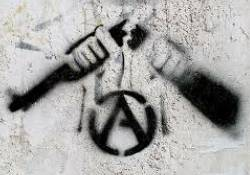
Libertaire et anti-militariste

Syndicaliste libertaire.

Arthur Lehning (né le 23 octobre 1899 à Utrecht et mort le 1er janvier 2000 à Lys-Saint-Georges), fils de parents allemands, est un militant anarchiste et anarcho-syndicaliste allemand. Journaliste, essayiste et traducteur, il a étudié l'économie à Rotterdam et l'histoire à Berlin.
Historien du mouvement libertaire international, il est reconnu pour ses études sur Michel Bakounine.

## Biographie
Étudiant à Berlin, il découvre les œuvres de Bakounine puis fréquente Rudolf Rocker, Alexandre Berkman et Emma Goldman. Il s’engage dans le Comité de défense des anarchistes poursuivis et emprisonnés en Union Soviétique.
Il est cofondateur, en décembre 1919, avec Rudolf Rocker et Augustin Souchy de la F.A.U.D. (Freie Arbeiter-Union Deutschlands), qui adhère le 25 décembre 1922 à Berlin, à la nouvelle Association internationale des travailleurs (anarcho-syndicaliste) anti-autoritaire. Il prend part aux actions en faveur de Sacco et Vanzetti et publie une importante critique du bolchevisme.
Entre 1927 et 1929, proche du mouvement Bauhaus, il publie à Amsterdam le périodique i10, où coopéraient les intellectuels, artistes et libertaires (entre autres) Le Corbusier, Walter Gropius, Wassily Kandinsky, Piet Mondriaan, Upton Sinclair, Walter Benjamin, Ernst Bloch, Max Nettlau, Otto Rühle, Henriette Roland Holst, Alexander Berkman et Alexander Shapiro.
De 1933 à 1936, il est secrétaire de l'Association internationale des travailleurs (anarcho-syndicaliste) (AIT).
En 1935, il est l'un des cofondateurs de l'Institut international d'histoire sociale d'Amsterdam, qui deviendra un immense centre de documentation.
Il participe, ensuite, en Catalogne à révolution sociale espagnole de 1936.
Dans les années 1950, il écrit pour le périodique Libertinage.
Il meurt le 1er janvier 2000, à Lys-Saint-Georges (Indre, France) où il s'était retiré avec sa compagne Toke Van Helmond.

## Prix
- 1963 : prix du Jan Campert-stichting
- 1973 : doctorat honoris causa de l'Université d'Amsterdam
- 1992 : il reçoit le "Gouden Ganzenveer "
- 1999 : il reçoit PC-Hooftprijs (plus haute distinction littéraire néerlandaise) pour son œuvre complète

## Œuvres

### Œuvres traduites en français
- De Buonarroti à Bakounine. Études sur le socialisme international, traduit de l'anglais par Anne Krief, Paris, éditions Champ Libre, 1977.
- Anarchisme et marxisme dans la révolution russe, traduit de l'allemand par Jean Barrué, Paris, éditions Spartacus, 1971
- La Naissance de l’Association Internationale des Travailleurs de Berlin. Du syndicalisme révolutionnaire à l’anarcho-syndicalisme, lire en ligne.

#### Préfaces
- Mikhaïl Bakounine, Étatisme et anarchie, Éditions Brill, 1967,  (ISBN 9789004001237), (OCLC 948108956).

### Prose
- De vriend van mijn jeugd: herinneringen aan H. Marsman, 1954.
- Marsman en het expressionisme, 1959.